# La Petite Bande (pel·lícula)
La Petite Bande és una pel·lícula francesa dirigida per Michel Deville, estrenada el 1983.

## Argument
Avorrits en la seva classe de música a Anglaterra, sis nens fugen, acompanyats d'un setè, sord i mut. Creuen el canal de la Mànega i arriben a França on comença una gran aventura. Protegits de lluny per l'enigmàtic viatger, es troben amb individus desagradables. A mesura que avancen les seves aventures, intenten alliberar una nena francesa, presa d'aquests individus.
Al seu torn, el jove sord és capturat pels dolents i troba la nena.
Els dolents, gràcies a una màquina, xuclen la seva joventut i els converteixen en vells, sota la mirada espantada dels seus xicots amagats.
És llavors quan l'enigmàtic viatger els acudeix i inverteix el procés d'envelliment.
Aleshores, els nens fugen en la barcassa del vilà i es refugien en una illa.

## Repartiment
- François Marthouret: el personatge enigmàtic
- Robin Renucci: un home amb una separació al mig
- Daniel Martin: un home amb una separació al mig
- Marie-Pierre Casey: la dama alemanya
- Andrew Chandler: un nen anglès
- Hélène Dassule: una nena anglesa
- Nicolas Sireau: un nen anglès
- Nicole Palmer: un nen anglès
- Hamish Scrimgeour: un nen anglès
- Katherine Scrimgeour: una nena anglesa
- Valérie Gauthier: una nen anglesa
- Michel Melki: el tatuat
- Pierre Chevallier
- Alain Rimoux: el director del centre mèdic-social
- Monique Couturier: la dona de la neteja del centre mèdic-social
- Claude Drobinski: el psiquiatre amb cartes
- Yves Elliot: el mariner
- Pierre Forget: el capità de bombers
- Didier Benureau
- Roger Cornillac
- Roland Amstutz: el bavarès
- Pierre Ascaride: el pare malvat
- Yveline Ailhaud: el boter
- François Toumarkine